# Jelena Terjosjina
Jelena Borisovna Terjosjina (ryska: Елена Борисовна Терёшина), född den 6 februari 1959 i Kiev, Ukrainska SSR, Sovjetunionen, är en sovjetisk roddare.
Hon tog OS-silver i åtta med styrman i samband med de olympiska roddtävlingarna 1980 i Moskva.